# Pholiderpeton
Pholiderpeton (лат., также широко известен как Eogyrinus) — род примитивных рептилиоморф-эмболомеров из семейства Eogyrinidae. Одни из крупнейших наземных позвоночных каменноугольного периода, жившие 330,9—307,0 млн лет назад.

## Описание
Достигал длины 4,6 м и массы 560 кг. Имел мощный хвост и сравнительно слабые ноги. Предположительно, был водным хищником со стратегией охоты, аналогичной стратегии крокодила. Плавал, извиваясь всем телом и длинным хвостом, ловил рыбу в глубоких водоёмах. Морда довольно длинная, подвижные сочленения в черепе. Глазницы некрупные, вынесены вверх, сближены.

## Таксономия и классификация
Род Pholiderpeton описан Томасом Гексли в 1869 году вместе с типовым видом P. scutigerum. Род Eogyrinus и типовой вид E. attheyi описаны Дэвидом Уотсоном в 1926 году. В 1987 году Дженни Клек синонимизировала оба эти рода, переименовав E. attheyi в P. attheyi.
По данным сайта Paleobiology Database, на март 2021 года в род включают 3 вымерших вида:
- Pholiderpeton attheyi (Watson, 1926) [syn. Eogyrinus attheyi Watson, 1926] — средний-поздний карбон Великобритании (Англия и Шотландия)
- Pholiderpeton bretonense Romer, 1958 — ранний-средний карбон Канады (Новая Шотландия)
- Pholiderpeton scutigerum Huxley, 1869typus — средний-поздний карбон Великобритании (Англия и Шотландия)